# Wola Dubowska
Wola Dubowska (prononciation : [ˈvɔla duˈbɔfska]) est un village polonais de la gmina de Łomazy dans le powiat de Biała Podlaska de la voïvodie de Lublin dans l'est de la Pologne.
Il se situe à environ 8 kilomètres au nord de Łomazy (siège de la gmina), 8 kilomètres au sud de Biała Podlaska (siège du powiat) et 89 kilomètres au nord-est de Lublin (capitale de la voïvodie).

## Histoire
De 1975 à 1998, le village est rattaché administrativement à la voïvodie de Biała Podlaska.

Depuis 1999, il fait partie de la voïvodie de Lublin.